# Tetraacetiletilenodiamina
La tetraacetiletilenodiamina (TAED) es un compuesto químico orgánico con fórmula (CH3CO)2N-CH2CH2-N(COCH3)2. Su coloración es blanca, pero comercialmente se presenta a menudo en forma de cristales coloreados de azul o verde.

## Síntesis
Se produce por acetilación de la etilenodiamina con anhídrido acético.

## Aplicaciones
El TAED es un componente importante de detergentes y blanqueadores. Su rol es actuar como activador del blanqueado por parte de las fuentes de oxígeno activo, permitiendo a las formulaciones que contienen especies liberadoras de peróxido de hidrógeno (específicamente perborato de sodio, percarbonato de sodio, perfosfato de sodio, persulfato de sodio, peróxido de carbamida, etc.) funcionar eficientemente a bajas temperaturas (por debajo de 40 °C), permitiendo ahorros de energía sustanciales.